# Laccoliet

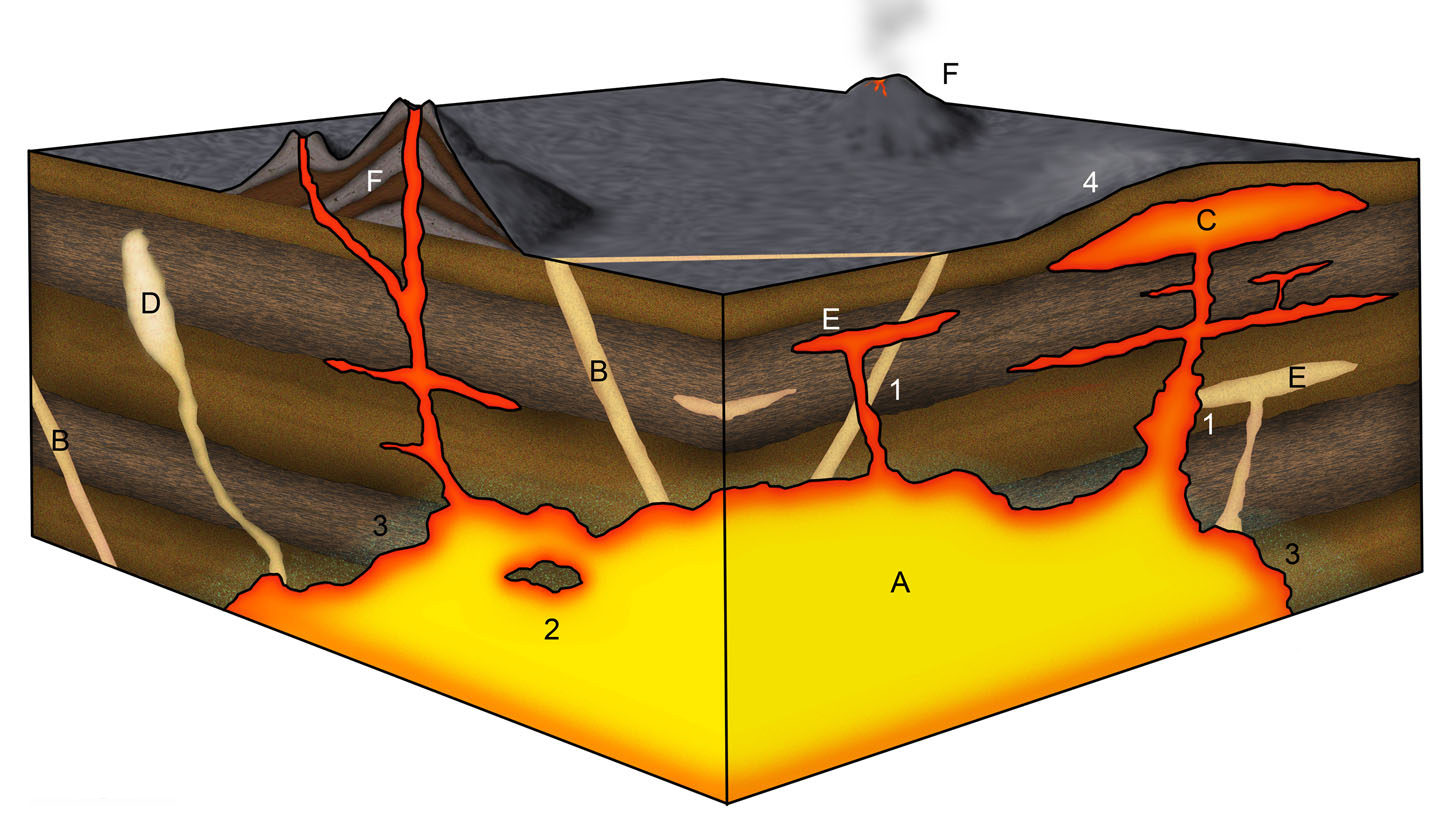
Schematische weergave van intrusielichamen in een gebied waar (felsisch) vulkanisme plaatsvindt. A = batholiet (nog niet gestold: een magmakamer); B = dike; C = laccoliet; D = pegmatiet; E = sill; F = stratovulkaan. Processen in de afbeelding: 1 = jongere intrusie snijdt door een oudere heen; 2 = xenoliet of roof pendant in een magmakamer; 3 = contactmetamorfose; 4 = aardoppervlak wordt opgeheven als gevolg van het ontstaan van een laccoliet.

Een laccoliet (Engels: laccolith) is een magmatische intrusie in de aardkorst, die een koepelvorm heeft met een (ongeveer) vlakke onderkant. Geïntrudeerd in (horizontaal gelaagd) sedimentair gesteente, is een laccoliet concordant met de sedimentaire lagen, maar zorgt ervoor dat de bovenliggende lagen omhoog geduwd worden in een domestructuur.
Laccolieten worden gevormd in ondiepe gedeelten van de aardkorst, niet dieper dan ongeveer 3 km. Het wordt aangenomen dat laccolieten bij hun ontstaan worden "gevoed" door een centrale vulkanische pijp, hoewel dit meestal niet valt aan te tonen. Een vergelijkbaar intrusielichaam, waarbij de lagen aan de onderkant naar beneden gedrukt en de top juist redelijk vlak is, wordt een lopoliet genoemd. Laccolieten kunnen zich uitstrekken over enkele kilometers tot tientallen kilometers.

## Ontstaan

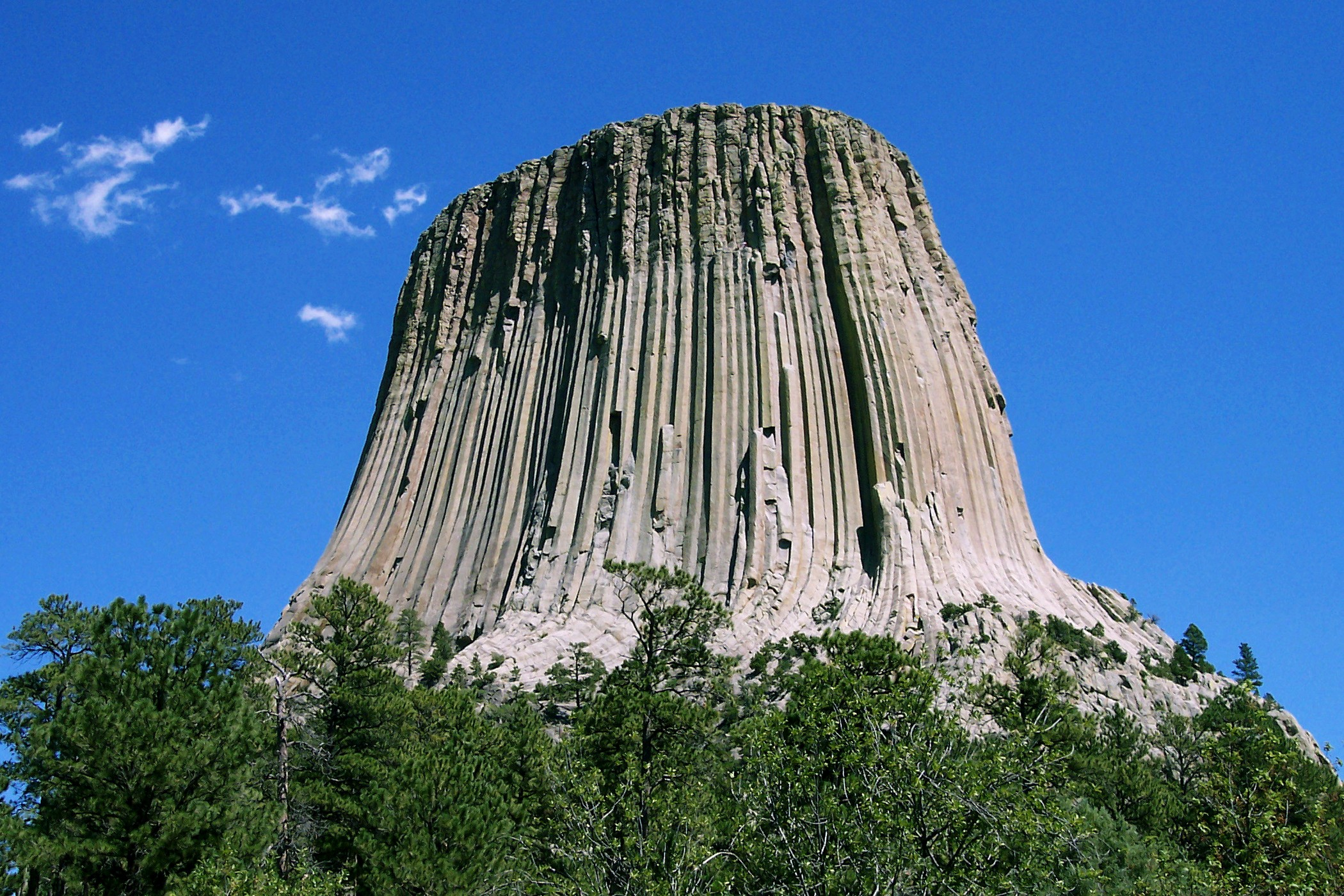
Devils Tower, in het oosten van Wyoming, Verenigde Staten. De berg is een monoliet die bestaat uit fonolitische porfier. Er wordt vermoed dat Devils Tower een deel van een laccoliet was, waarvan de rest is weggeërodeerd. Omdat de oorspronkelijke vorm van de intrusie niet bekend is, is het onmogelijk dit met zekerheid vast te stellen.

Laccolieten werden voor het eerst nauwkeurig beschreven door de Amerikaanse geoloog Grove Karl Gilbert in 1877, die onderzoek had gedaan naar magmatisme in de Henry Mountains in Utah.
Vaak komen laccolieten en sills in hetzelfde gebied samen voor, waarbij de sills een kleiner oppervlakte hebben. Hieruit maakte Gilbert op dat een laccoliet een verder stadium in de ontwikkeling van een sill is, pas als de intrusie voldoende volume magma bevat kan de druk groot genoeg worden om bovenliggend gesteente naar boven te drukken. Hoe ver de bovenliggende gesteenten opgeheven kunnen worden hangt voornamelijk af van de oppervlakte van de intrusie en de dikte van het bovenliggende gesteente. Dieper dan 3 km is de druk van het bovenliggende gesteente te groot om een significante koepelvorm te doen ontstaan. De compositie van de magma heeft weinig invloed op de vorm van de intrusie.

## Lithologieën
Laccolieten kunnen zowel magma van felsische of mafische samenstelling bevatten, na stolling wordt dit bijvoorbeeld graniet, dioriet of granodioriet. Omdat laccolieten meestal grotere intrusies zijn dan dikes of sills zal een laccoliet langzamer afkoelen, zodat grotere kristallen kunnen groeien. Het gesteente van een laccoliet heeft daardoor grovere korrelgroottes dan dat uit sills of dikes in hetzelfde gebied.

## Voorkomen
Het dieptegesteente waaruit laccolieten bestaan heeft meestal een veel grotere competentie dan omringende sedimentaire gesteenten. Als een laccoliet door erosie aan de oppervlakte komt, zal de laccoliet (of delen ervan) minder snel eroderen en daardoor verhogingen in het landschap vormen. Vaak vormen delen van laccolieten monolieten of tafelbergen.